# The American Journal of Psychoanalysis
The American Journal of Psychoanalysis est une revue scientifique américaine à comité de lecture en psychanalyse.

## Histoire
Elle est fondée en 1941 par Karen Horney. Elle est publiée par Springer/Macmillan au nom de l'Association for the Advancement of Psychoanalysis. Giselle Galdi est rédactrice en chef de la revue.
La revue publie des travaux en lien avec la psychanalyse, dans une perspective théorique, clinique et culturelle. Elle s'adresse tant aux chercheurs qu'aux thérapeutes. Elle publie des recherches, des critiques de livres ou de films et des articles en lien avec le Karen Horney Psychoanalytic Center,.
La revue est indexée par PsycINFO et figure sur la liste des revues qualifiantes en psychologie établie par l'HCERES (2011).